# توم خا کایی
توم خا کایی یا توم خا گایی (تایلندی: ต้มข่าไก่، تلفظ tôm kʰà: kàj، لائو: ຕົ້ມຂ່າໄກ່، آوانگاریtôm.kʰā:.kāj) که با نام «سوپ تایلندی نارگیل» هم شناخته می‌شود، نوعی سوپ ترش و تندِ تایلندی و لائوسی است که با شیر نارگیل طبخ می‌شود.
در تایلند، این سوپ را با شیر نارگیل، گالانگال، برگ‌های لیموی کفیر، علف لیمو، فلفل قرمزِ تایلندی، گشنیز، قارچ کاه یا شیتاکه، گوشت مرغ، سس ماهی و عصارهٔ لیموترش سبز تهیه می‌کنند.
در کشور لائوس، بجای گشنیز، از شوید استفاده می‌شود.